# Pluggable authentication modules
Il Pluggable Authentication Modules (in acronimo PAM) è un meccanismo per integrare più schemi di autenticazione a basso livello in un'unica Application Programming Interface (API) ad alto livello, permettendo ai programmi che necessitino di una forma di autenticazione, di essere scritti indipendentemente dallo schema di autenticazione sottostante utilizzato.

## Storia
PAM fu proposto per prima da SUN in una OSF - RFC, risalente all'ottobre del 1995. Fu adottato per l'autenticazione dell'ambiente grafico CDE. PAM apparve la prima volta come infrastruttura indipendente, in un prodotto open-source, Linux-PAM, sviluppato in Red Hat Linux 3.0.4 nell'agosto del 1996.
PAM è attualmente supportato in AIX, FreeBSD, HP-UX, Linux, macOS, NetBSD e Solaris. È in seguito diventato parte del processo di standardizzazione di X/Open UNIX, diventando lo standard XSSO.

## Caratteristiche
La natura modulare di PAM è una delle ragioni dell'uso del collegamento dinamico alle librerie di sistema. Questo però necessita di un meccanismo di recupero che potrebbe essere un problema se fosse da sviluppare nel linker o nelle librerie condivise; per esempio sia NetBSD che FreeBSD forniscono una directory /rescue contenente le versioni collegate staticamente delle librerie di sistema più importanti.
Dato che lo standard XSSO differisce sia dall'RFC originale, che dalle API Linux e di Sun API, e anche da molte altre implementazioni, le varie versioni di PAM non operano tutte allo stesso modo. Per questa e altre ragioni, OpenBSD ha scelto di adottare l'autenticazione BSD, una struttura di autenticazione alternativa che ebbe origine da BSD/OS.